# Randall Ridge
Randall Ridge är en bergstopp i Antarktis. Den ligger i Västantarktis. Argentina, Chile och Storbritannien gör anspråk på området. Toppen på Randall Ridge är 1 500 meter över havet.
Terrängen runt Randall Ridge är lite kuperad. Trakten är obefolkad. Det finns inga samhällen i närheten.